# Schloss Matzen (Reith im Alpbachtal)

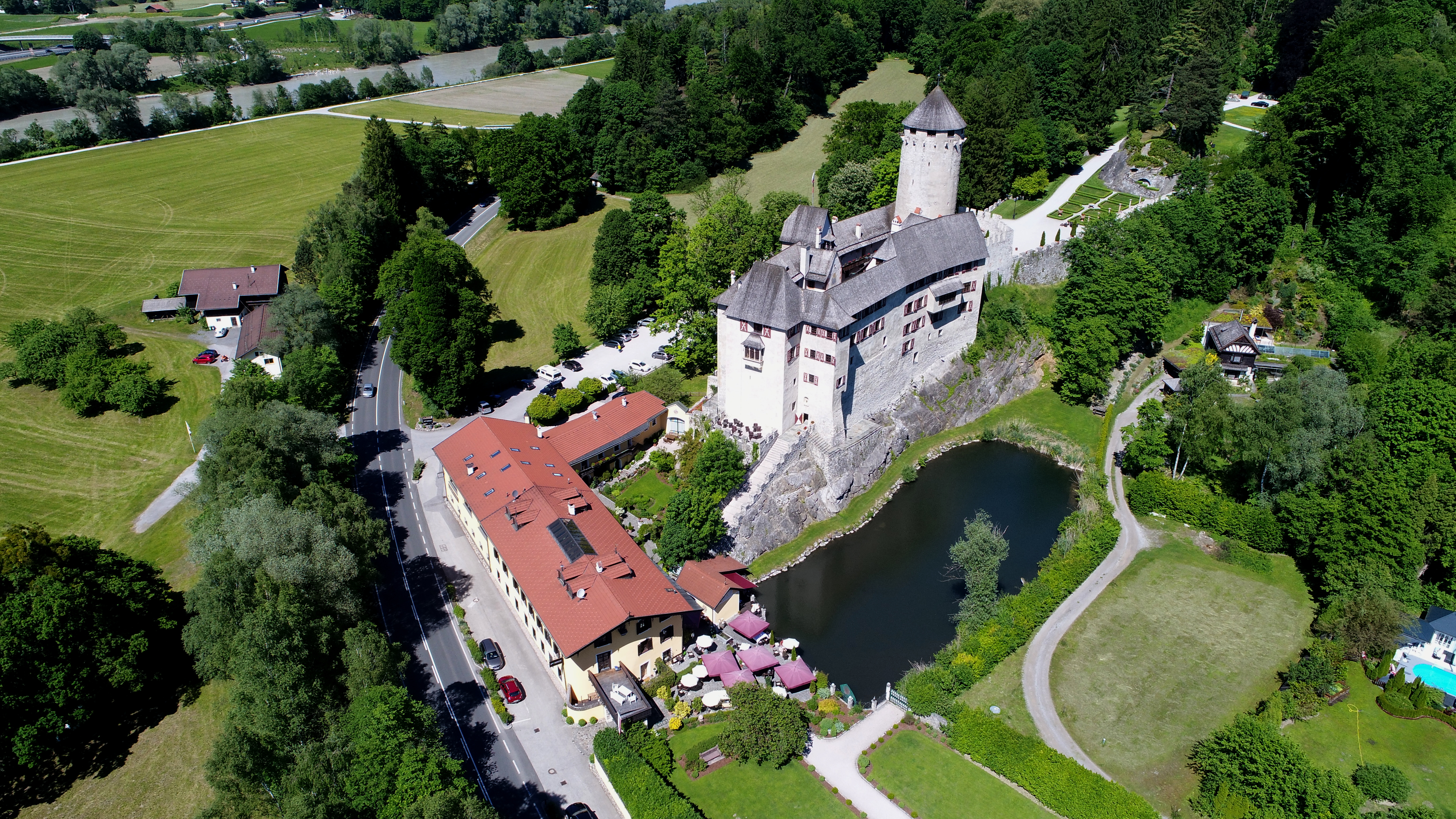
Schloss Matzen aus der Vogelperspektive (2017)

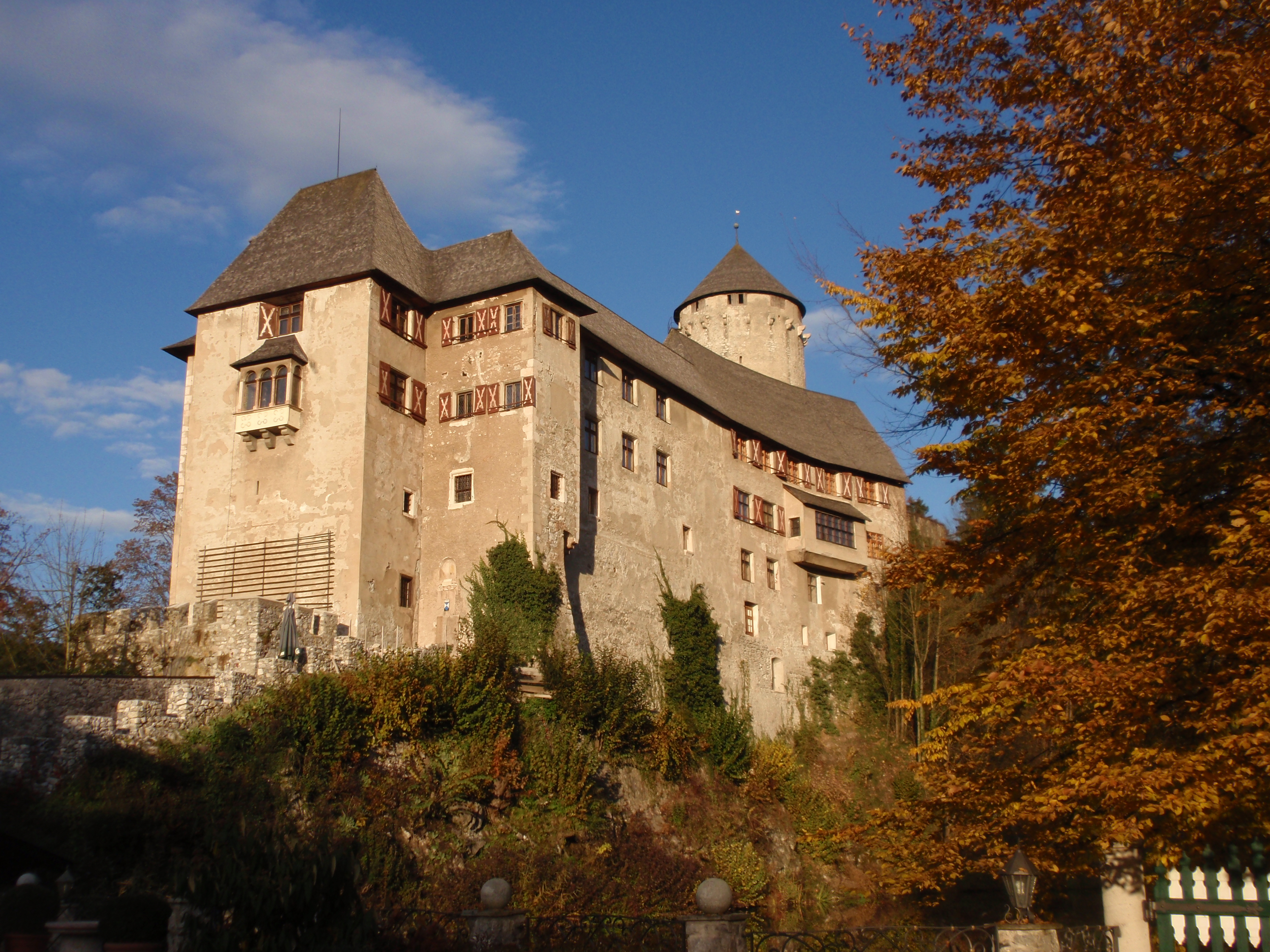
Schloss Matzen

Das Schloss Matzen, auch Burg Matzen, steht auf einer niederen Hügelzunge in der Tiroler Gemeinde Reith im Alpbachtal. Es existiert ein namensgleiches Schloss Matzen in Niederösterreich, das allerdings nur privat genutzt wird.

## Geschichte
Die Burg wurde erstmals 1278 urkundlich genannt. Sie ist eine Gründung der herzoglich bayerischen Ministerialen Freundsberg und blieb im Besitz des Geschlechtes bis 1468. Danach wechselten die Besitzer in rascher Folge: von 1521 bis 1550 Fieger, 1560 Wolfgang von Paler der Ältere, 1564 Ilsung, von 1589 bis 1657 Fugger, von 1658 bis 1684 Pock. Von 1734 bis 1873 unter Pfeiffersberg begann nach einem Brand der Verfall der Burg. 1873 kaufte die Irin Fanny Reade of Mount Heaton-Grohmann die Burg. Insbesondere ihr Sohn, William Adolf Baillie Grohman, entdeckte in der Burg seine Liebe zu Südtirol und schrieb einige Romane über Südtirol, die vor allem im angloamerikanischen Raum große Verbreitung fanden. Einigen Aussagen zufolge gehörte der spätere US-Präsident Theodore Roosevelt zu seinen Jagdfreunden, so dass beide zusammen Zeit zur Jagd auf dem Schloss verbrachten. Während des Zweiten Weltkrieges diente das Schloss als Lagerstätte für Exponate des Landesmuseums Ferdinandeum sowie der Tiroler Landesbibliothek. 1957 wurde die Burg erneut verkauft, dieses Mal von Michael Baillie Grohman an den amerikanischen Architekten Ernest J. Kump. 2007 erfolgte erneut ein Besitzerwechsel, die Anlage wurde an einen deutschen Investor verkauft und nach zweieinhalbjähriger Umbauphase mit ca. 10 Mio. Euro als hochwertige Hotelanlage saniert und umgewandelt.

## Burg
Die Anlage zeigt sich mit einem langgestreckten Nord- und Südflügel, einem kurzen westlichen Verbindungstrakt und im Osten mit dem runden sechsgeschoßigen Bergfried. Im unteren Burghof zeigen sich vierstöckige kreuzgratgewölbte Arkadenreihen mit runden und achteckigen Marmorsäulen aus dem zweiten Viertel des 16. Jahrhunderts. Im Erdgeschoß des Südflügels gibt es eine Eingangshalle mit einer Balkendecke. Dort wurde eine spätgotische Wappen- und Rankenmalerei um 1500 im Jahre 1968 freigelegt. Die Wohnräume wurden nach 1873 mit Täfelungen und Inventar zumeist aus Tirol und Oberösterreich ausgestaltet. Vom Altbestand sind einzelne spätgotische gefaste Türrahmungen aus Hagauer Marmor erhalten.

## Burgkapelle
Im Nordtrakt befindet sich eine zweigeschoßige geostete Kapelle. Urkundlich wurde die Kapelle 1470 genannt. Es gibt eine Stuckdecke mit Kranzgesims aus 1668. Der Altar mit einem Holzkruzifix ist aus 1500 und wird Veit Stoss zugeschrieben und befindet sich seit 1978 im Tiroler Landesmuseum (TLMF).

## Weitere Bauten
Der Wirtschaftshof direkt neben der Burg stammt aus der 1. Hälfte des 16. Jahrhunderts und ist heute das Gasthaus Matzen. Er steht ebenfalls unter Denkmalschutz.
Direkt am Südende des Parks steht Schloss Neumatzen.

## Schlosspark

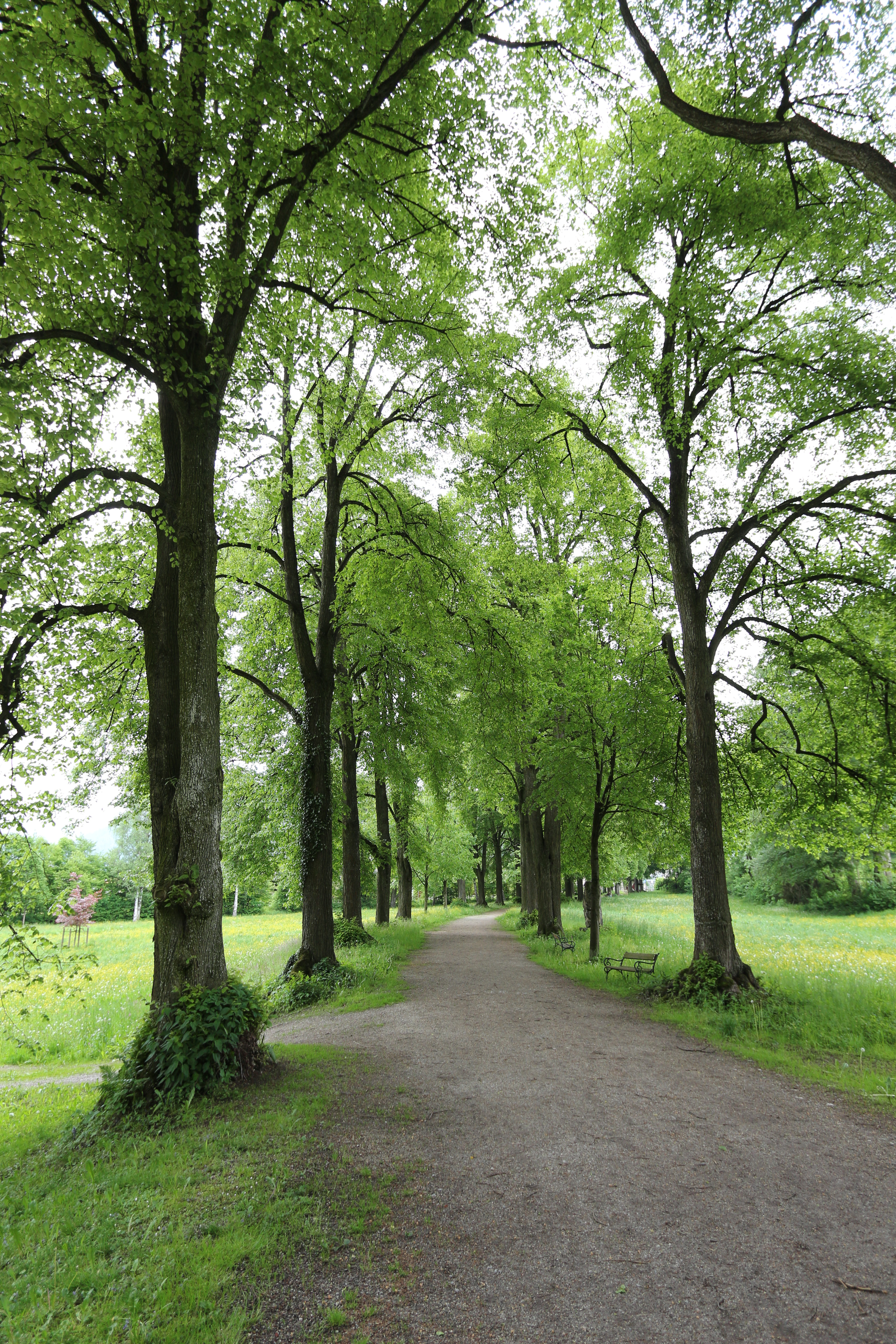
Allee im Schlosspark

Der Landschaftsgarten im englischen Stil aus dem 19. Jahrhundert entstand aus einem versumpften Innauwald. Der 15 Hektar große Park umfasst Gebiete in den Gemeinden Brixlegg und Reith im Alpbachtal, wobei der östliche Teil der Gemeinde Brixlegg 1961 als Naturdenkmal unter Schutz gestellt wurde, der westliche Teil der Gemeinde Reith im Jahr 1972 (ND_5_38 und ND_5-39). Durch Änderungen der Gemeindegrenzen gehört die Anlage heute bis auf eine kleine Parzelle großteils zu Reith. Der Park zählt zu den bedeutendsten gartenarchitektonischen Denkmalen Österreichs und ist im Denkmalschutzgesetz genannt (Nr. 41 im Anhang zu § 1 Abs. 12 DMSG). Er umfasst vier künstlich angelegte Teiche, weite Rasenflächen und rund 40 verschiedene Baumarten.

## Sonstiges
Schloss Matzen diente 1957 als Drehort für die Filme Die Zwillinge vom Zillertal und Das einfache Mädchen.